# Detroit Junior Red Wings
Detroit Junior Red Wings byl americký juniorský klub ledního hokeje, který sídlil v Detroitu ve státě Michigan. Jednalo se o juniorský tým Detroitu Red Wings. V letech 1992–1995 působil v juniorské soutěži Ontario Hockey League (dříve Ontario Hockey Association). Založen byl v roce 1992 po přejmenování týmu Detroit Compuware Ambassadors na Red Wings. Zanikl v roce 1995 po přetvoření franšízy v Detroit Whalers. Své domácí zápasy odehrával v hale Joe Louis Arena s kapacitou 19 875 diváků. Klubové barvy byly červená a bílá.
Nejznámější hráči, kteří prošli týmem, byli např.: Jamie Allison, Pat Peake nebo Bryan Berard.

## Úspěchy
- Vítěz OHL ( 1× )
  - 1994/95

## Přehled ligové účasti
Zdroj: 
- 1992–1994: Ontario Hockey League (Emmsova divize)
- 1994–1995: Ontario Hockey League (Západní divize)